# Džul
Džul (znak J) je mjerna jedinica SI za rad (W), energiju (E) i toplinu (Q).
Definira se kao rad obavljen (energija utrošena) djelovanjem sile od jednog njutna na putu duljine jednog metra.
1 J = 1 N · 1 m = 1 kg · m2 · s-2
Odnos između mehaničkog rada i topline utvrdio je James Prescott Joule, prema kojem je jedinica i nazvana.